# Lasse Berg Johnsen
Lasse Berg Johnsen (Stavanger, Noruega, 18 de agosto de 1999) es un futbolista noruego que juega en la posición de centrocampista en el Malmö FF de la Allsvenskan.

## Clubes
| Club                    | País      | Año       |
| ----------------------- | --------- | --------- |
| Viking Stavanger FK     | Noruega   | 2019      |
| Tromsdalen UIL (cedido) | Noruega   | 2019      |
| Raufoss IL              | Noruega   | 2020-2021 |
| Randers FC              | Dinamarca | 2021-2023 |
| Malmö FF                | Suecia    | 2023-     |

## Palmarés

### Títulos nacionales
| Título            | Club       | País      | Año  |
| ----------------- | ---------- | --------- | ---- |
| Copa de Dinamarca | Randers FC | Dinamarca | 2021 |
| Allsvenskan       | Malmö FF   | Suecia    | 2023 |
| Copa de Suecia    | Malmö FF   | Suecia    | 2024 |
| Allsvenskan       | Malmö FF   | Suecia    | 2024 |